# Bruno Kreisky
Bruno Kreisky (Vienna, 22 gennaio 1911 – Vienna, 29 luglio 1990) è stato un politico austriaco.
Ministro degli esteri dal 1959 al 1966, fu cancelliere dell'Austria ininterrottamente dal 1970 al 1983. È considerato il leader socialista di maggiore successo dell'Austria, una figura che elevò la posizione neutrale del piccolo stato alpino sul palcoscenico mondiale durante l'epoca della guerra fredda.

## Biografia
Nacque a Margareten, un distretto di Vienna, in una famiglia ebraica non osservante. Colpito dalla povertà e dalla violenza politica dilagante negli anni venti, aderì alla sezione giovanile del Partito Socialdemocratico Austriaco (SPÖ) all'età di soli 15 anni, nel 1925. Studiò giurisprudenza all'Università di Vienna, consigliato da Otto Bauer. Nel 1931 abbandonò la comunità religiosa ebraica, dichiarandosi agnostico. Nel marzo 1938, l'Austria fu annessa alla Germania nazista di Adolf Hitler; a settembre, per sfuggire alle persecuzioni naziste antiebraiche, Kreisky scappò in Svezia, dove rimase fino al 1945. Frattanto, si sposò nel 1942 con Vera Fürth.
Ritornò in Austria nel luglio 1946, ma tornò presto a Stoccolma, come delegato della legazione austriaca. Fece ritorno a Vienna nel 1951, quando il presidente federale Theodor Körner lo nominò assistente del capo dello staff e consigliere politico. Fu nominato nel 1953 sottosegretario del dipartimento degli affari esteri della cancelleria. In tale posizione partecipò ai negoziati per porre fine all'occupazione militare delle grandi potenze vincitrici della seconda guerra mondiale, che nel 1955 sancì - con un trattato - l'evacuazione delle truppe straniere, la riacquistata indipendenza dell'Austria e la sua neutralità.
Alle elezioni del 1956, fu eletto al parlamento austriaco, il Nationalsrat, come socialista. Dopo le elezioni del 1959, Kreisky fu nominato ministro degli esteri nella coalizione di governo con l'ÖVP. In tale veste condusse con perizia le trattative che portarono alla creazione dell'AELS; sulla questione del Sud Tirolo, si attivò con l'Italia. Quando i popolari ottennero la maggioranza assoluta alle elezioni del 1966, Kreisky ruppe la coalizione di governo, che aveva retto dal dopoguerra il potere con i socialisti.
Nel febbraio 1967, divenne il leader dell'SPÖ; vinse il maggior numero di seggi alle elezioni del marzo 1970, ma non la maggioranza assoluta. Kreisky ottenne l'appoggio esterno della FPÖ al suo governo di minoranza promettendo in cambio una modifica della legge elettorale, che avrebbe potuto favorirli. L'obiettivo di Kreisky era tuttavia quello di indebolire il principale partito avversario, la ÖVP, sottraendole voti. Difatti, alle successive elezioni con la nuova legge elettorale, l'incremento dei voti alla FPÖ, a spese della ÖVP, permise ai socialisti di Kreisky di ottenere la maggioranza assoluta al parlamento federale di Vienna.
Alle elezioni del 1983, Kreisky perse la maggioranza assoluta e si dimise da cancelliere.